# You Got It
Singles de Roy Orbison
Crying (en duo avec K. d. Lang)
(1988) She's a Mystery to Me
(1989)
You Got It est une chanson interprétée par le chanteur rock américain Roy Orbison qu'il a écrite et composée avec Jeff Lynne et Tom Petty, sortie en single à titre posthume en janvier 1989 comme premier extrait de l'album Mystery Girl.
Décédé le 6 décembre 1988 d'une crise cardiaque, Roy Orbison n'a pas l'occasion de goûter le succès international de cette chanson qui, avec l'album Mystery Girl, marquait son grand retour sur le devant de la scène.
Roy Orbison n'a joué la chanson en public qu'une seule fois, lors du Diamond Awards Festival à Anvers en Belgique quelques jours avant sa mort. Des prises de vue de la prestation sont incorporées au vidéo clip.

## Distinction
Avec You Got It, Roy Orbison obtient une nomination pour le Grammy Award du meilleur chanteur pop.

## Classements hebdomadaires
| Classements (1989)                         | Meilleure position |
| ------------------------------------------ | ------------------ |
| Allemagne (GfK Entertainment)              | 9                  |
| Australie (ARIA)                           | 3                  |
| Autriche (Ö3 Austria Top 40)               | 4                  |
| Belgique (Flandre Ultratop 50 Singles)     | 1                  |
| Canada (RPM Top Singles)                   | 3                  |
| États-Unis (Billboard Hot 100)             | 9                  |
| États-Unis (Hot Adult Contemporary Tracks) | 1                  |
| Irlande (IRMA)                             | 2                  |
| Norvège (VG-lista)                         | 3                  |
| Nouvelle-Zélande (RMNZ)                    | 2                  |
| Pays-Bas (Nederlandse Top 40)              | 3                  |
| Pays-Bas (Single Top 100)                  | 4                  |
| Royaume-Uni (UK Singles Chart)             | 3                  |
| Suède (Sverigetopplistan)                  | 5                  |
| Suisse (Schweizer Hitparade)               | 9                  |

## Certifications
| Pays                  | Certification | Date       | Unités certifiées |
| --------------------- | ------------- | ---------- | ----------------- |
| Australie (ARIA)      | Or            | 1989       | 35 000            |
| Canada (Music Canada) | Or            | 07/06/1989 | 50 000            |
| Royaume-Uni (BPI)     | Or            | 21/03/2025 | 400 000           |
| Suède (GLF)           | Or            | 17/02/1989 | 25 000            |

## Reprise de Bonnie Raitt
En 1995, la chanteuse américaine Bonnie Raitt reprend You Got It sur la bande originale du film Avec ou sans hommes (Boys on the Side). Sortie en single, c'est un succès essentiellement en Amérique du Nord.

### Classements hebdomadaires
| Classements (1995)             | Meilleure position |
| ------------------------------ | ------------------ |
| Allemagne (GfK Entertainment)  | 80                 |
| Canada (RPM Top Singles)       | 11                 |
| États-Unis (Billboard Hot 100) | 33                 |

## Autres reprises et adaptations
Plusieurs artistes ont repris la chanson.
L'actrice Whoopi Goldberg qui joue dans le film Avec ou sans hommes l'interprète également dans la bande originale. La chanteuse Juliane Werding la chante en allemand en 1994 sous le titre Du schaffst es et se classe 74e dans les charts allemands.
La chanson a été adaptée deux fois en français : en 2007 sous le titre Faute à qui? par Vincent Handrey et chantée par Ivan Cevic, puis en 2009 sous le titre C'est pour toi par Alain Turban et Christian Delagrange pour une interprétation en duo par Marie-Ève Janvier et Jean-François Breau.